# Kamionna (województwo wielkopolskie)

Nieoficjalny herb wsi Kamionna

Kamionna (niem. Kähme) – wieś (dawniej miasto) w Polsce położona w województwie wielkopolskim, w powiecie międzychodzkim, w gminie Międzychód, nad rzeką Kamionką, przy drodze krajowej nr 24.

## Sołectwo
Kamionna jest wsią sołecką administrującą dwiema innymi osadami (przysiółkami) nie posiadającymi statutu sołectwa:
- Kamionna-Folwark (20 mieszk.),
- Wiktorowo (14 mieszk.).

## Położenie geograficzne

### Ochrona przyrody
Miejscowość leży w atrakcyjnej krajobrazowo i przyrodniczo Dolinie Kamionki. W 2004 roku na południe od Kamionny utworzono florystyczny rezerwat „Dolina Kamionki”, chroniący fragment doliny rzecznej w rynnie polodowcowej, lasu, terenów podmokłych z 13 stanowiskami roślinnymi, będący od  2019 r. Parkiem Krajobrazowym Doliny Kamionki, a poprzednio wchodzący, jako odrębny, mniejszy obszar  znacznie oddalony względem głównego (większego) w rejonie Pszczewa, w skład Pszczewskiego Parku Krajobrazowego, utworzonego w 1986 r. Sama wieś leży na północnej granicy tego parku.

## Części wsi
| SIMC    | Nazwa            | Rodzaj    |
| ------- | ---------------- | --------- |
| 0183472 | Kamionna-Folwark | część wsi |
| 0183489 | Wiktorowo        | część wsi |

### Warunki hydrograficzne
Przez centralną część Kamionny przepływa Kamionka, lewobrzeżny dopływ Warty.
W obrębie wsi leży też kilka niewielkich jezior wytopiskowych:
- Dalemin,
- Okrągłe,
- Zdręczno,
- Zrzucim.

## Historia

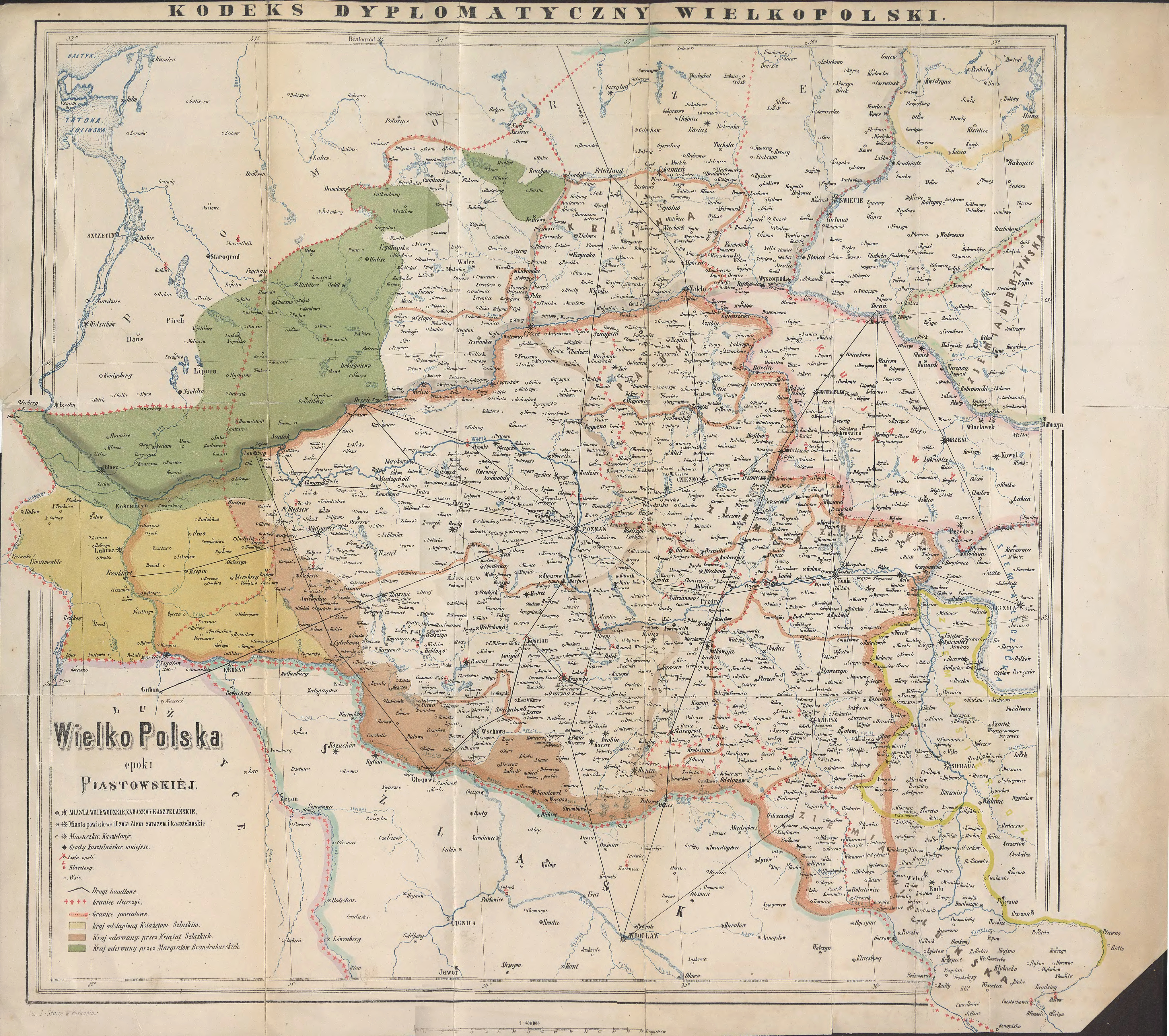
Kamionna na historycznej mapie Wielkopolski sporządzonej w 1888 roku według danych zaczerpniętych z Kodeksu dyplomatycznego.

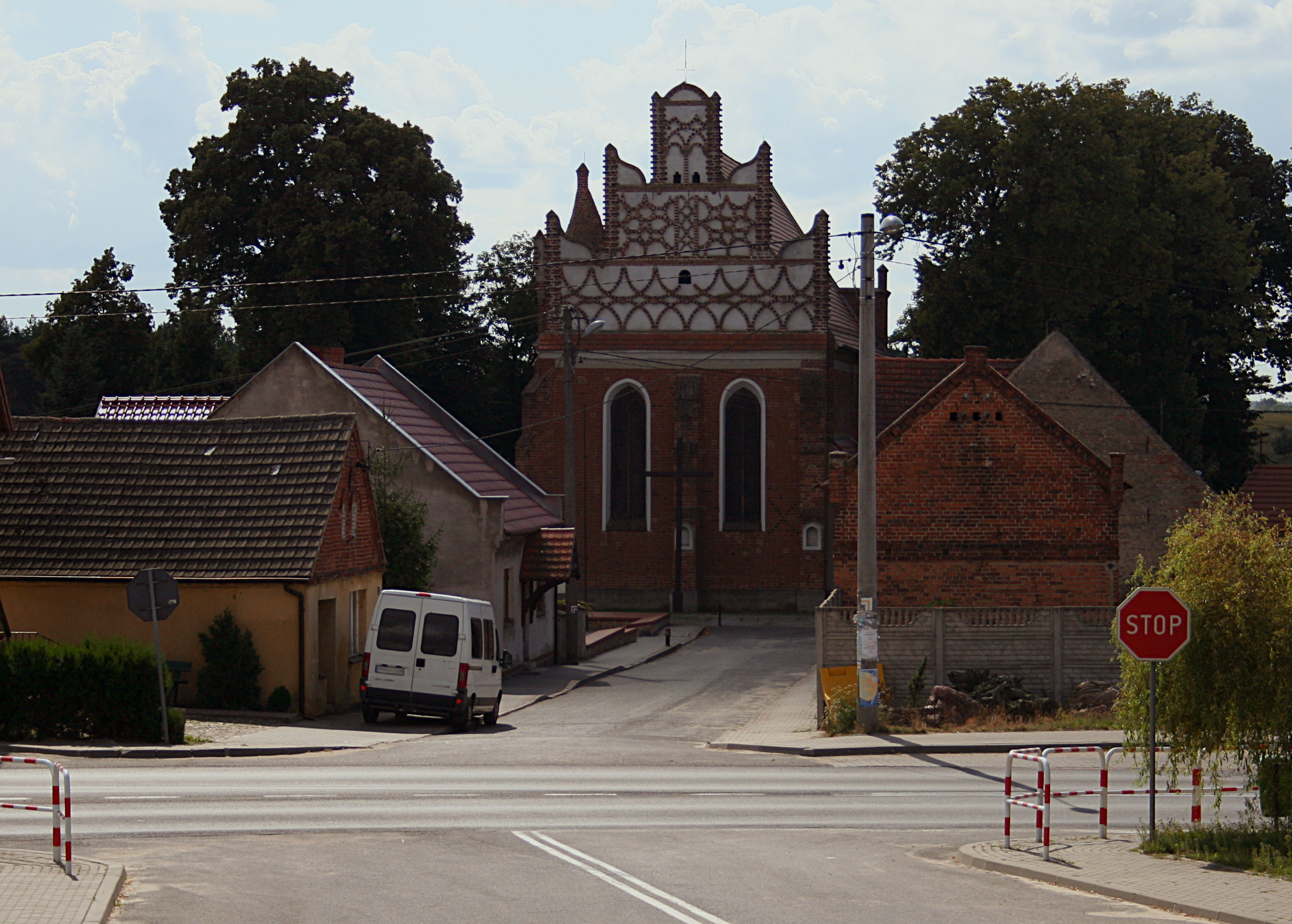
Centrum wsi

Miejscowość ma metrykę średniowieczną i pierwotnie związana była z Wielkopolską. Istnieje co najmniej od XIII wieku. Wymieniona została w 1261 w łacińskim dokumencie jako Camone, 1397 Camona, 1413 Camyona, 1425 Kame, 1428 Kamana, 1508 Kamynna, 1521 Kamień.
Miejscowość była wsią szlachecką należącą do lokalnej szlachty wielkopolskiej, którzy od nazwy wsi posiadali odmiejscowe nazwisko Kamieńscy, a później należała do Prusińskich herbu Nałęcz. W latach 1390–1426 właścicielem wsi był kasztelan kamieński Dobrogost z Kolna oraz jego brat Niemierza Kamieński. W 1427 dokumenty sądowe odnotowują proces pomiędzy wdową Wichną z Kamienny oraz Janem Kamieńskim. W 1429 pełnomocnik podkomorzego kaliskiego Dobrogosta z Szamotuł przedłożył przed sądem dokument nabycia 1/3 miasta Kamionna, 1/3 Skrzydlewa oraz 1/3 Gorzynia. Dokument został zatwierdzony przez sąd. W 1435 Andrzej Kamieński i Mikołaj z Kamionny toczyli proces z Dobrogostem Koleńskim o granice pomiędzy dziedzinami Kamionna, a Kolnem oraz Prusimiem. W latach 1435–1448 właścicielem we wsi był Mikołaj Kamieński z Kamionny. 
Już przed 1402 miejscowość otrzymała prawa miejskie jako miasto prywatne. W 1429 odnotowana po łacinie jako Oppidum. W 1434 miejscowość leżała w powiecie poznańskim Korony Królestwa Polskiego. Od 1405 była siedzibą własnej parafii, a w 1510 leżała w dekanacie Wronki. W 1580 do parafii Kamionna należały: Tuczępy, Gralewo, Głażewo, Durmowo, Skrzydlewo, Gorzyń, Gorzycko, Bielsko, Kolno, Popowo, Prusim oraz Mnichy.
Miasto odnotowane zostało w rejestrach podatkowych. W 1582 zapłaciło dwie grzywny tytułem podwójnego szosu, a także zapłaciło podatki od 16 półłanków po 15 groszy, od trzech szewców po 15 groszy, dwóch krawców po 15 groszy, a także od kowala, rzeźnika, kuśnierza po 15 groszy, od młyna o dwóch kołach po 24 grosze, od 3 komorników po 6 groszy, od jednego kotła gorzałczanego 24 grosze, od wyszynku gorzałki 12 groszy, a także czopowe płacone od święta na św. Marcina w latach 1580-1581 płacone od 58 warów (jeden war po 8 beczek) płacone po 20 groszt. Miasto zapłaciło także wtedy od 125 kwart gorzałki po 3 denary. W mieście istniał browar Jana Kamieńskiego, który w okresie od św. Marcina roku 1580 do św. Marcina 1581 zapłacił podatki od 84 beczek po jednym groszu oraz od trzech beczek śledzi zapłacił po 6 gr. Ogółem miasto zapłaciło 61 florenów, 10 groszy oraz 15 denarów.
W 1499 Mikołaj Kamieński wzniósł nowy kościół murowany w miejsce starego drewnianego. W XVII wieku uległ on zniszczeniu i został odrestaurowany nakładem ówczesnych właścicieli miejscowości Prusińskich herbu Nałęcz. W miejscowości oprócz opisanego kościoła był jeszcze drugi św. Mikołaja, który został rozebrany w 1822.
W 1582 w okresie Rzeczypospolitej Obojga Narodów miasto Kamionna położone było w powiecie poznańskim województwa poznańskiego. Miasto jednak nie rozwinęło się na tyle aby zachować prawa miejskie, ponieważ już w XVI wieku zdegradowano je i zaliczano ponownie do wsi. W 1638 właściciele Kamionny wyjednali jednak u króla polskiego Władysława IV Wazy ponowne nadanie praw miejskich. Pomimo położenia na ważnym szlaku drogowym miasto ponownie się nie rozwinęło i ponownie zostało zdegradowane w 1874.
W wyniku II rozbioru Rzeczypospolitej w 1793, miejscowość przeszła w posiadanie Prus i jak cała Wielkopolska znalazła się w zaborze pruskim. Jako miasteczko leżące nad rzeczką Kamionną w powiecie międzychodzkim opisał je XIX wieczny Słownik geograficzny Królestwa Polskiego. W 1882 liczyło 85 domów, w których mieszkało w sumie 766 mieszkańców w tym 666 katolików, 93 ewangelików oraz 7 izraelitów. Słownik wymienia w miejscowości także 113 analfabetów. W miasteczku znajdowała wówczas kilkuklasowa szkoła elementarna, agentura pocztowa, a w jego najbliższej okolicy dwie gorzelnie.
Miejscowość zachowała polski charakter etniczny i w 1920 r. traktat wersalski przyznał Kamionnę Polsce. W latach 1954–1972 wieś należała i była siedzibą władz gromady Kamionna. W latach 1975–1998 Kamionna administracyjnie należała do województwa gorzowskiego.

## Urodzeni w Kamionnej
- Albin Łakomy – polski radiomechanik i radiotelegrafista, podoficer Wojska Polskiego, Polskich Sił Zbrojnych na Zachodzie i Armii Krajowej, starszy sierżant lotnictwa, cichociemny[14].
- Wincenty Nowaczyński – polski wojskowy, pułkownik piechoty Wojska Polskiego, kawaler Orderu Virtuti Militari, ofiara niemieckiego nazizmu[15].

## Zabytki
- Gotycki kościół parafialny pw. Narodzenia Najświętszej Marii Panny, zbudowany w 1499 roku – jeden z cenniejszych obiektów tego typu w Wielkopolsce, usytuowany na skraju głębokiej doliny Kamionki; jednonawowy, ceglany, nietynkowany, z przylegającą wieżą dzwonnicy. Wschodnia ściana zwieńczona efektownym, trójkondygnacyjnym szczytem.
- Stary słup milowy (mila pruska) – ustawiony wraz z budową szosy Poznań-Berlin w l. 1826–1835; od 2002 r. przeniesiony w pobliże kościoła NMP.
- W Kamionnie świetnie zachował się zwarty, małomiasteczkowy układ przestrzenny z kwadratowym rynkiem wraz z blokiem śródrynkowym oraz wychodzącymi zeń prostopadle ulicami, naruszony jedynie przebiciem głównej szosy przez południową ścianę rynku.